# Euxoa plumbina
Euxoa plumbina är en fjärilsart som beskrevs av Wagner 1913. Euxoa plumbina ingår i släktet Euxoa och familjen nattflyn. Inga underarter finns listade i Catalogue of Life.